# 19914 Клаґенфурт
19914 Клаґенфурт (19914 Klagenfurt) — астероїд головного поясу, відкритий 27 жовтня 1973 року.
Тіссеранів параметр щодо Юпітера — 3,495.